# Geomysaprinus castanipennis
Geomysaprinus castanipennis är en skalbaggsart som först beskrevs av Henry Clinton Fall 1919.  Geomysaprinus castanipennis ingår i släktet Geomysaprinus och familjen stumpbaggar. Inga underarter finns listade i Catalogue of Life.